# Limnohabitans australis
Limnohabitans australis es una bacteria gramnegativa del género Limnohabitans. Fue descrita en el año 2010. Su etimología hace referencia a austral. Es aerobia. Tiene un tamaño de 0,4-0,5 μm de ancho por 1-1,7 μm de largo. Catalasa negativa y oxidasa positiva. Forma colonias no pigmentadas, circulares, convexas y lisas. Temperatura de crecimiento entre 12-36 °C. Se ha aislado de un estanque en Brasil. 